# Айдол, Билли

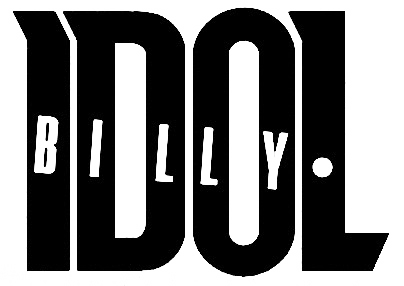

Би́лли А́йдол (англ. Billy Idol, настоящее имя Уи́льям Ма́йкл А́лберт Бро́уд, англ. William Michael Albert Broad; 30 ноября 1955, Стэнмор, Мидлсекс) — британский и американский рок-музыкант. На выбор псевдонима повлияла запись в школьном дневнике, оставленная учителем химии: «Уильям лентяй» (англ. «William is idle»); слово «idle» созвучно «idol».
Уильям Броуд стал заниматься музыкой после того, как в университете его захватила зарождающаяся в то время волна панка. Вначале он становится гитаристом группы Chelsea, но после трёх выступлений в 1977 году вместе с басистом Тони Джеймсом создаёт Generation X. После распада группы в 1981 году Билли едет в Америку и начинает сольную карьеру.
Наиболее известные песни: «Rebel Yell», «White Wedding», «Flesh for Fantasy» и «Eyes Without a Face».

## Биография

### Ранние годы
Уильям Майкл Алберт Броуд родился в английском графстве Мидлсекс в семье Билла и Джоан Броуд. Его мать имеет ирландские корни. Когда ему было три года, семья переехала в Нью-Йорк, но, прожив там около четырёх лет, снова вернулась в Великобританию.
Отец Уильяма имел собственную компанию по продаже и сдаче внаём электрического строительного оборудования, а мать управляла частью фирмы, занимающейся вопросами аренды. Члены семьи Броуд были очень религиозны и регулярно посещали церковь. По словам матери Уильяма, в детстве он был весёлым, смышлёным и в меру озорным мальчишкой. Маленький Билли даже стал скаутом в местной церкви Святой Марии, но однажды его застали целующимся с девочкой во время церковного праздника и попросили покинуть организацию. В школе Уильям занимался регби, а также крикетом и футболом, но любовь к музыке пересилила всё.
Первой рок-н-рольной пластинкой, которую купил Уильям, стали «The Beatles»: «Моя мать играла джаз в духе Кинга Кёртиса. Но однажды в эфире передачи „Ready, Steady, Go“ я увидел „Битлз“. Когда мне было семь лет, я купил „She Loves You“. Я собирался купить „From Me to You“, но она теряла позиции в чарте, что в то время было немаловажно».
Уильям учился в школе города Уортинг (англ. Worthing High School), и именно здесь он получил свой будущий псевдоним. Один из учителей написал в его школьный дневник, что он — лентяй (англ. idle), что по прошествии нескольких лет ему очень пригодилось. В 1971 году семья Броуд переехала в Кент, а Уильям перешёл в новую школу (англ. Ravensbourne Grammar school), обучение в которой казалось ему скучным занятием.
В 1975 году он поступил в университет в Сассексе, где изучал английскую литературу и философию. Но сам Уильям отдавал предпочтение поэтам романтической эпохи, а также американской литературе. В это время начиналось зарождение стиля панк, который пришёлся Уильяму по вкусу, и через год он оказался в панк-движении «Bromley Contingent» и постоянным членом группы поддержки Sex Pistols. В 1976 году вместе со своим однокурсником он создаёт группу The Rockettes. Группа исполняла песни The Beatles, The Animals и The Doors в маленьких университетских закусочных, но эти записи не сохранились.  В сентябре 1976 года Билли решил, что больше не будет ходить в университет, и когда родители стали недоумевать, он объяснил им причину: «всё дело в том, что девчонки, которые там учатся, носят туфли без каблуков».
В 1977 году Уильям стал гитаристом панк-группы Chelsea, но после трёх выступлений вместе с Тони Джеймсом он создаёт группу Generation X и становится в ней вокалистом.

### Generation X

Обложка альбома Generation X

Именно в это время Уильям задумался о новом сценическом имени и, вспомнив замечание учителя в своём дневнике, решил назвать себя Билли Айдолом (англ. Billy Idle). Вскоре Билли решил заменить Idle на схожее по произношению Idol, что в переводе на русский означает «идол».
В состав Generation Х вошли: Билли Айдол (вокал), Тони Джеймс (бас), а чуть позже к ним присоединились Джон Тау (ударные) (весной 1977 года заменён на Марка Лэффа), Боб Эндрюс (гитара). В ноябре состоялся первый концерт Generation X, а в декабре было сделано выступление перед группой Stranglers в клубе «Рокси». В июле 1977 года был подписан контракт с Chrysalis Records, и этим же летом вышел сингл «Your Generation».
В 1978 году вышел дебютный альбом Generation X, после которого группа стала знаменитой.
В 1979 году был издан альбом Valley of the Dolls. В это же время вышел сингл «King Rocker», занявший двадцатое место в Великобритании. После этого в группе начали происходить разногласия, результатами чего стали кадровые перестановки, и вскоре из старых музыкантов остались только Билли Айдол и Тони Джеймс.
В 1981 году группа выпустила диск Kiss Me Deadly. Для записи были приглашены гитарист Chelsea Джеймс Стивенсон и барабанщик The Clash Терри Чаймс. В этом же году Generation X распался. Волна панка стала терять первенство на британской рок-сцене. Билли Айдол уехал в Нью-Йорк для того, чтобы начать сольную карьеру.

### Сольная карьера

#### 1980-е годы

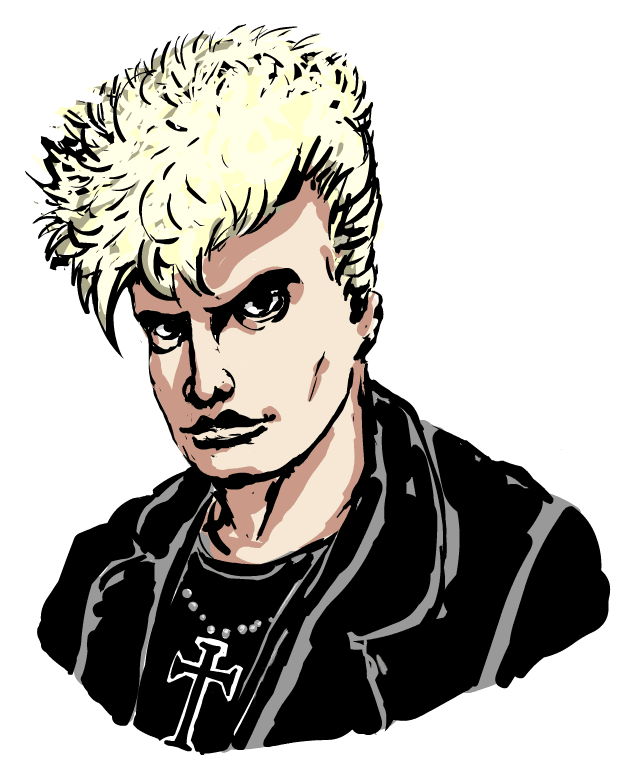
Рисованный портрет Билли Айдола

На Манхэттене Билли Айдол познакомился с бывшим менеджером группы Kiss Биллом Окайном, и тот помог ему выпустить дебютный EP «Don’t Stop» (1982 год). В миньон вошла композиция «Dancing with Myself» из репертуара Generation X.
В период работы над дебютным альбомом Билли проживал в бунгало в отеле Chateau Marmont на Бульваре Сансет.
Примерно в это же время зародился новый телевизионный канал MTV, нуждавшийся в динамичном артисте. Хулиганская харизма Айдола, совмещённая с гитарным драйвом Стива Стивенса, были тем, чем надо.
Альбом Billy Idol Билли записывал с помощью басиста Фила Фейта, барабанщика Стива Миссела и гитариста Стива Стивенса. Сингл к альбому «Hot in the City» попал в лучшую пятёрку США, а клипы, снятые на песни «White Wedding» и «Dancing with Myself», часто транслировались по MTV и сделали Айдола невероятно популярным.
В 1983 году вышел второй альбом Rebel Yell, который дважды получил платиновый статус и грэмми.
А песни «Rebel Yell», «Eyes Without a Face», «Flesh for Fantasy», «Blue Highway», прообразами которых были мечты, кошмары и ассоциации их автора, стали хитами. Rebel Yell стал самым продаваемым альбомом Билли Айдола (около 8 миллионов копий). Примером его популярности может послужить появление в детской телепередаче «Улица Сезам» куклы, изображавшей Айдола и певшей песню об одной из букв алфавита «Rebel L.»
В интервью 2008 года Билли сказал, что любит исполнять песню «Rebel Yell»: «я каждую ночь говорю себе: „спасибо Боже, что я написал это. Если бы у меня не было этой песни… Я бы не имел ничего похожего, у меня ничего бы не было“».
Тур в поддержку альбома проходил в течение десяти месяцев. Сам Билли Айдол рассказал, что во время этого тура он взял с собой две пары кожаных штанов: в одних выступал, а другие в это время сушились. От постоянной сушки кожа садилась, и в скором времени он с трудом мог надеть эти штаны, которые к тому же линяли, в результате чего всё его тело становилось синим ниже пояса.
Следующий студийный альбом Whiplash Smile, выпущенный в 1986 году, был менее популярным, чем Rebel Yell (в США продано около миллиона копий).
Песни «To Be a Lover» и «Sweet Sixteen» заняли высокие места в хит-парадах, «Don’t Need a Gun» стала саундтреком к фильму «Смертельное оружие». Билли Айдол получил Grammy за лучший рок-вокал. Вскоре гитарист Стив Стивенс оставил группу и создал свой проект Atomic Playboys.
На всём протяжении 80-х Айдол употреблял героин и кокаин, после 1986 года ситуация усугубилась. Параллельно с употреблением наркотиков Айдол начинает заниматься спортом.

«В 1987-м я начал качаться, чтобы восстановить всё, что растратил. Всё это полное безумие, но, несмотря на то, что у меня были периоды саморазрушения, потом я восстанавливал себя. Вот такая забавная двойственность моего бытия.»— Билли Айдол, интервью Classic Rock
Расставшись со своей подругой Перри Листер в 1989 году, он отправился в Таиланд, где, после ряда дебошей в трёх разных отелях с совокупным ущербом в 20 000 долларов, был насильно депортирован из страны. После отказа Билли освободить президентский люкс для именитого постояльца (президента соседней страны) прибывший в отель отряд тайских солдат скрутил обстрелянного кетаминовыми дротиками Айдола, привязал к кровати-каталке и в таком виде доставил в аэропорт. Пожизненный запрет на въезд в Таиланд впоследствии был отменён ввиду популярности певца среди местного населения.

#### 1990-е годы

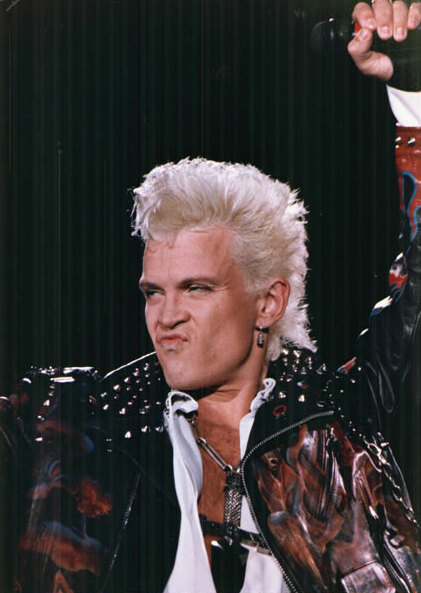
Тур «Колыбель любви» (Cradle of love).

Свой следующий альбом Билли записывал в Лос-Анджелесе. В феврале 1990 года по дороге в студию на своём мотоцикле Harley-Davidson Wide Glide он врезался в машину и едва остался жив. На ноге Билли было проведено семь операций, а сначала врачи говорили о возможной необходимости ампутации. Несмотря на это, в 1990 году был издан диск Сharmed Life, ставший платиновым; в него, помимо прочего, вошла кавер-версия «L.A. Woman» группы The Doors. Вопреки советам врачей Билли даже участвовал в туре в поддержку альбома. Центральной частью сценических декораций был массивный кулак со словами «Rude dude» («Жёсткий парень»). На разогреве у Айдола выступала Faith No More.
Травма поставила крест на зарождавшейся кинокарьере Айдола. Его роль одного из друзей Джима Моррисона в фильме «Doors» была предельно сокращена, а роль терминатора из жидкого металла в «Терминатор 2» и вовсе отменена, поскольку он не мог бегать.
В 1993 году Билли Айдол отошёл от рок-музыки и стал делать эксперименты с техно-битом.
Результатом этих экспериментов стал концептуальный альбом Cyberpunk, запись которого проходила в течение десяти месяцев в домашней студии музыканта.
Электронная музыка, вдохновлённая эстетикой киберпанка и выполненная по последним возможностям того времени, сочеталась с текстами о виртуальном будущем без религии и законов. Впервые в истории музыки использовались такие способы продвижения альбома как Интернет, электронная почта и интернет-сообщества. Внешний вид Билли тоже изменился — музыкант отрастил дреды. И критики, и фанаты не оценили нововведений, но в одном из интервью Билли сказал, что его совершенно не волнует общественное мнение (хотя больше к этой стилистике музыкант не возвращался).
В 1994 году вышел сингл «Speed», ставший саундтреком к фильму «Скорость». В это время Билли Айдол употреблял много наркотиков и чуть не умер от двух передозировок. Пройдя долгий курс лечения и реабилитации, музыкант стал бороться с зависимостью: «…в один момент я понял, что мои дети увидят эти новости по телевизору. В наш дом никогда не будут приходить их друзья… и как я посмотрю в этот раз им в глаза…».
В 1997 году Билли возобновляет сотрудничество с гитаристом Стивом Стивенсом и снова начинает давать выступления.
В 1998 году он сыграл самого себя в фильме «Певец на свадьбе», а «White Wedding» вошла в саундтрек к фильму.

#### 2000-е годы

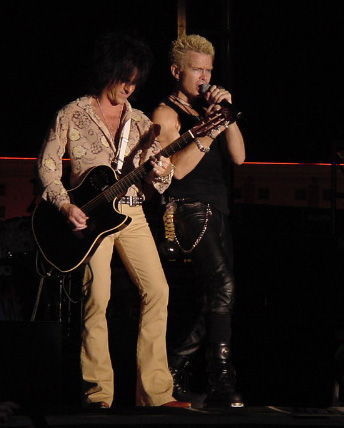
Билли Айдол и Стив Стивенс, 2003 год

В 2000 году Билли Айдол принял участие в альбоме Тони Айомми Iommi, исполнив песню «Into the Night».
В 2001 году в форматах CD и DVD вышел акустический альбом VH1 Storytellers, записанный телеканалом VH-1.
В 2005 году были выпущены сингл «Scream» и последующий за ним альбом Devil’s Playground, который стал возвращением Айдола на рок-сцену: впервые со времён альбома Cyberpunk был издан новый материал. В коммерческом плане Devil’s Playground стал провальным, но альбом сделал возможными мировые гастроли Билли. В поддержку альбома Айдол выступал на различных рок-фестивалях; например, Rock am Ring или Warped Tour.
В 2006 году Билли принял участие в хеви-металлическом трибьюте The Beatles (записав версию «Tomorrow Never Knows»), а также издал диск Happy Holidays, на котором можно услышать рождественские песни в его исполнении.
3 июля 2006 года музыкант впервые посетил Россию, дав единственный концерт в Санкт-Петербурге. А в 2010 году приехал снова, посетив уже обе столицы. Концерты прошли 5 июня в Москве (ГЦКЗ Россия в Лужниках) и 7 июня в Санкт-Петербурге (Ледовый дворец)
24 июня 2008 года в продаже появился новый сборник Idolize Yourself, в который вошли две новые песни: «John Wayne» и «New Future Weapon» (песня о самолёте-«невидимке» Lockheed Martin F-22 Raptor). В издание также вошёл DVD с видеоклипами.

#### 2010-е годы
В сентябре 2013 года Билли Айдол объявил о работе над новым альбомом, в который войдут песни, звучавшие на концертах в последнее время. Новый альбом Kings & Queens of the Underground вышел в 2014 году. На этом альбоме, построенном на лучших элементах творчества Айдола, перед слушателем предстаёт взрослый человек, бросающий ретроспективный взгляд на своё прошлое, но не стремящийся его повторить или вернуть. Альбом получил в основном положительные отзывы критиков.
В 2016 году ограниченным изданием на виниле вышел концертный альбом BFI Live!, в который вошли песни с тура в поддержку Kings & Queens of the Underground.
В 2018 году анонсировано переиздание ремикс-альбома Vital Idol. В том же году Билли Айдол совместно с Тони Джеймсом (коллега по Generation X), Стивом в Джонсом и Полом Куком (Sex Pistols) дали совместное выступление в клубе Roxy, Западный Голливуд, под именем «Generation Sex». Также, в 2018 году получил американское гражданство.
В 2019 году Айдол дал ряд выступлений в Лас-Вегасе.
В 2020 году вышел совместный с Майли Сайрус сингл «Night Crawling».

#### 2020-е годы
Осенью 2021 года музыкант выпустил миниальбом The Roadside, выпуск которого предварял сингл «Bitter Taste», посвящённый мотоциклетной аварии, произошедшей с Айдолом в 90-м году. В поддержку пластинки Айдол дал акустический онлайн-концерт в эфире радиостанции WXPN.
В сентябре 2022 года вышел миниальбом The Cage, который Айдол охарактеризовал как «более гитарный, более рок-н-ролльный».

## Критика
Грег Прато в своей статье о Билли Айдоле в «All Music Guide» пишет, что музыкант был одним из первых поп-рок-артистов, который получил широкую популярность благодаря телевидению и в частности MTV.
Также он говорит, что Билли совместил образ «плохого парня» с привлекательностью поп-культуры, панковский подход и танцевальные ритмы.

## Дискография

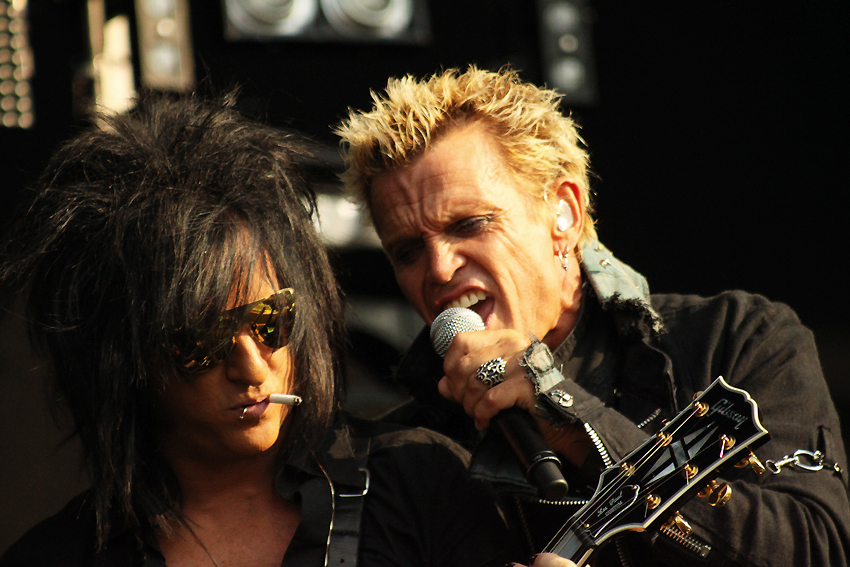
Выступление на фестивале Bospop, Нидерланды, 2010 год

### Generation X
- 1978 — Generation X
- 1979 — Valley of the Dolls
- 1981 — Kiss Me Deadly

### Billy Idol

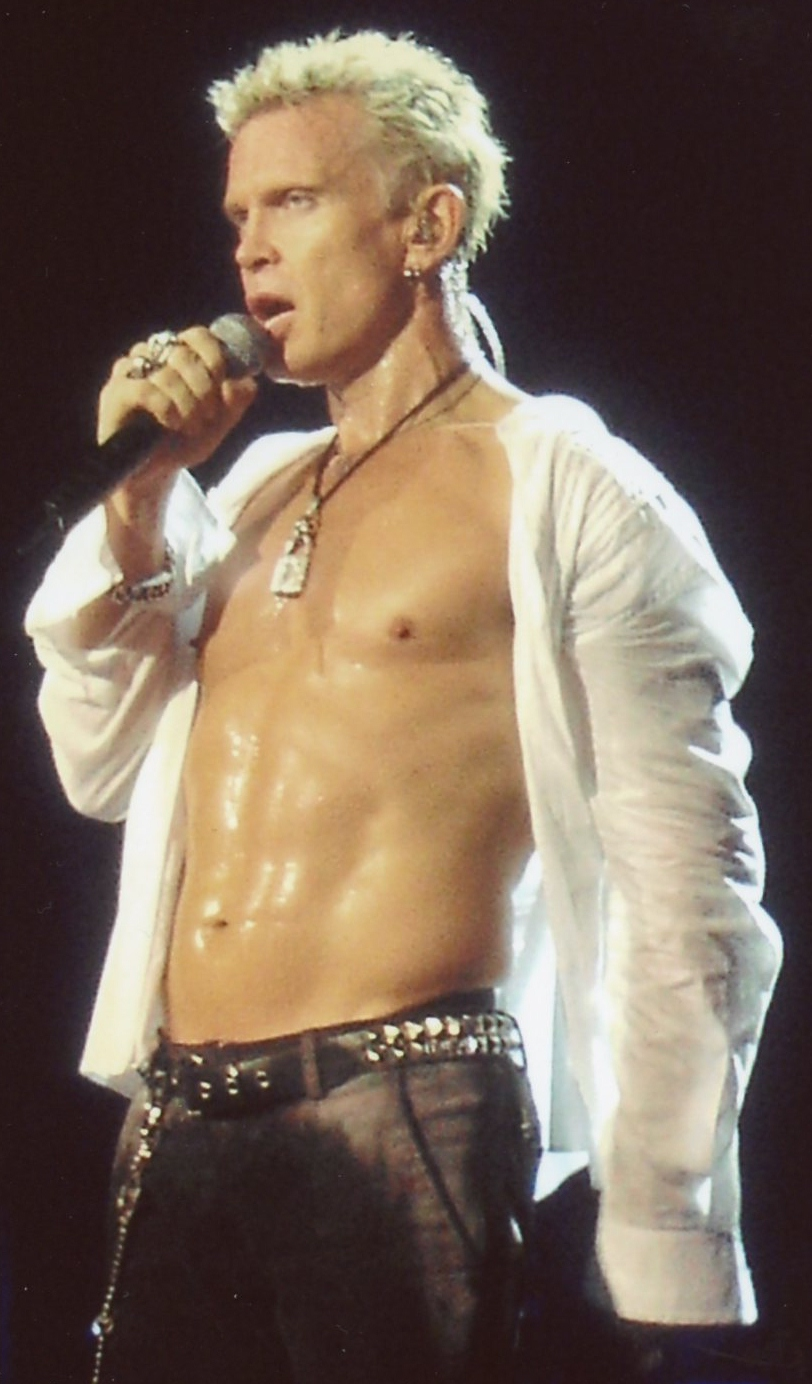
Концерт в Брикстонской академии, Лондон. 2005 год

Студийные альбомы:
| Год  | Название                          | Позиции в чартах            | Сертификация                             |
| ---- | --------------------------------- | --------------------------- | ---------------------------------------- |
| 1982 | Billy Idol - Переиздан в 1983     | США: 45                     | : Золото, : Платина                      |
| 1983 | Rebel Yell                        | США: 6, Великобритания: 2   | Серебро, : 5х Платина, : 2х Платина      |
| 1986 | Whiplash Smile                    | США: 6, Великобритания: 2   | Золото, : 3х Платина, : Платина : Золото |
| 1990 | Charmed Life                      | США: 11, Великобритания: 15 | Золото, : Платина, : Платина             |
| 1993 | Cyberpunk                         | США: 48, Великобритания: 20 | -                                        |
| 2005 | Devil’s Playground                | США: 46, Великобритания: 78 | -                                        |
| 2014 | Kings & Queens of the Underground | США: 34, Великобритания: 35 | -                                        |
| 2025 | Dream Into It                     |                             |                                          |

Сборники:
| Год  | Название                                      | Позиция в чартах             | Сертификация            |
| ---- | --------------------------------------------- | ---------------------------- | ----------------------- |
| 1985 | Vital Idol                                    | Великобритания: 7            | : Платина               |
| 1987 | Vital Idol - американское издание             | Великобритания: 41, США: 10  | : 4х Платина, : Платина |
| 1988 | Idol Songs: 11 of the Best                    | Великобритания: 2            | : Платина, : Платина    |
| 2001 | Greatest Hits                                 | Великобритания: 171, США: 74 | : Платина, : Золото     |
| 2008 | The Very Best of Billy Idol: Idolize Yourself | Великобритания: 37, США: 73  |                         |
| 2018 | Revitalized                                   |                              |                         |

Мини-альбомы:
| Год  | Название     | Позиции в чартах |
| ---- | ------------ | ---------------- |
| 1982 | Don’t Stop   | США: 71          |
| 2021 | The Roadside | США: 176         |
| 2022 | The Cage     |                  |

Концертные альбомы:
- 2002 — VH1 Storytellers
- 2016 — BFI Live!

Концертные видео:
- 2002 — VH1 Storytellers
- 2009 — In Super Overdrive Live

Рождественские альбомы:
- 2006 — Happy Holidays

## Личная жизнь
Состоял в отношениях с бывшей участницей танцевального коллектива Hot Gossip Перри Листер. В 1988 году у пары родился сын, Уиллем Вольф. В 1989 году у Айдола родилась дочь от Линды Матис.

«Мы часто ездили в туры, очень надолго. Ты находишься где-то у чёрта на куличках, и поскольку в те дни ещё не было компьютеров или кабельного телевидения, нужно же было как-то развлекаться. <…> Я любил Перри, но ничего не мог с собой поделать и заводил все эти интриги на стороне. Теперь я совсем другой. У меня есть постоянная девушка, с которой я провожу очень много времени, и я не хочу быть с кем-либо ещё».— Билли Айдол
Вегетарианец.

## Фильмография
- 1991 — Дорз
- 1996 — Время бешеных псов
- 1998 — Певец на свадьбе
- 2000 — Тяжёлый металл 2000